# Henri Langlois
Pour les articles homonymes, voir Langlois.
 (avril 2022).
Henri Langlois, né le 13 novembre 1914 à Smyrne (aujourd'hui Izmir) en Turquie et mort le 13 janvier 1977 dans le 14e arrondissement de Paris, est un pionnier de la conservation et de la restauration de films. Il est l'un des artisans fondateurs de la Cinémathèque française.
Il commence ses archives avec des fonds privés et seulement une dizaine de films. Au cours des décennies suivantes, la collection s'accroît jusqu'à atteindre plusieurs milliers de titres.

## Biographie

### De Smyrne à Paris
Henri Langlois naît le 13 novembre 1914 à Smyrne de parents français. Son père, Gustave Langlois, est journaliste. Sa mère, Annie Braggiotti, compte des artistes dans sa famille américaine à Boston. La ville de Smyrne étant détruite par un incendie en 1922, ses parents rentrent en France,.
Il fait ses études à Paris, au lycée Condorcet. Sa mère l'emmène dans les musées, les salles de concert, les théâtres et les cinémas.

### Une passion: le cinéma
En 1933, pour protester contre la décision de son père qui veut l'inscrire à la faculté de droit, il échoue volontairement à son bac, en rendant page blanche, puis en allant au cinéma. Lui ne veut s'occuper que de cinéma. « Moi je suis la brebis galeuse de la famille. J'aimais trop le cinéma » dira-t-il. Après cet échec, son père lui trouve un emploi chez un imprimeur. C'est grâce à cet emploi qu'il rencontre Georges Franju, son aîné de deux ans. Ils deviennent amis. Franju dira : « C'est grâce à lui que j'ai vraiment appris ce qu'était le cinéma muet. »
Ensemble ils essayeront de faire un film Le Métro (retrouvé en 1985, il se trouve aujourd'hui à la Cinémathèque). Seul Franju, toutefois, poursuivra un parcours de cinéaste.
En 1935, Henri Langlois arrive à faire paraître des articles dans un hebdomadaire intitulé La Cinématographie française, dont le propriétaire s'appelle Paul-Auguste Harlé. Langlois a compris qu'avec l'arrivée du cinéma parlant, les films du cinéma muets allaient disparaître, et qu'il fallait les sauver. Cette même année au mois d'octobre, il fait la connaissance de Jean Mitry au Cercle du Cinéma qui donnait des projections au-dessus du grand cinéma Marignan aux Champs-Élysées, par l'intermédiaire de Madeleine Malthête-Méliès (la petite fille de Georges Méliès). Celui-ci âgé de 35 ans est historien du cinéma. Il les encourage dans leur idée à monter un ciné-club voué aux films muets.
Ce ciné-club voit le jour en décembre 1935 et porte le nom de Cercle du cinéma : « Il s'agit avant tout de montrer des films et non de discuter après. Les débats ne servent à rien » dira Langlois. Les recettes servent à rassembler une première collection de films. Paul-Auguste Harlé leur ouvre un crédit de dix mille francs, avec lesquels Langlois et Franju achètent des copies de 35 mm d'une dizaine de films. Les mois qui suivent créent le climat favorable qui va rendre possible la création de la Cinémathèque.
À vingt ans, Henri Langlois devient un spécialiste du cinéma et possède dans ce domaine une connaissance encyclopédique.

### La Cinémathèque
En 1936, Henri Langlois, Georges Franju et Jean Mitry fondent officiellement la Cinémathèque française. Elle est conçue comme une salle et un musée du cinéma. Son siège social est situé à Paris, 29, rue Marsoulan dans le 12e arrondissement. Paul-Auguste Harlé en est le premier président, Henri Langlois et Georges Franju les secrétaires généraux, Mary Meerson le principal contributeur financier grâce à la vente de ses toiles de grands peintres et Jean Mitry en est l'archiviste. La France de 1936 venait de voir naître sa Cinémathèque. Dès 1937, la Cinémathèque peut se recommander de noms aussi illustres que ceux de Lumière, Kamenka, Pathé ou Gaumont et possède déjà une importante collection. De dix films en 1936, le fond atteint plus de 60 000 films en 1970. Bien plus qu'un simple archiviste, Langlois sauve, reconstitue et montre beaucoup de films en danger de désintégration. La plupart des films stockés sont en celluloïd, un matériau fragile qui exige pour une conservation durable un environnement (température, hygrométrie) fortement contrôlé.
Pendant la Seconde Guerre mondiale, Langlois, apolitique, continue à projeter ses films salle Jules Ferry à la Cinémathèque française, lui et ses collègues aident à sauver beaucoup de films contre l'occupation nazie en France[réf. souhaitée].
En 1937, il se lie d'amitié avec Lotte Eisner, historienne du cinéma, qui a fui les persécutions nazies en Allemagne. Cette dernière deviendra conservatrice en chef de la Cinémathèque française jusqu'à sa retraite en 1975.
En 1945, la photographe Denise Bellon, belle sœur du cinéaste surréaliste Jacques Brunius réalise un reportage unique sur La Cinémathèque française et immortalise la célèbre baignoire pleine de bobines de films, mais aussi Henri Langlois dans la rue poussant un landau rempli de bobines.
En plus des films, Langlois aide également à préserver d'autres objets liés au cinéma, tels que caméras, machines de projection, costumes et programmes de salles.
Langlois contribue à la fondation de la Cinémathèque de Cuba. En 1950, un photographe et cinéaste amateur Herman Puig se rend à Paris où il rencontre Langlois. Cette réunion est brève mais décisive puisque Langlois accepte d'envoyer des films français au Ciné-club de La Havane (antécédent de la Cinémathèque de Cuba), mais à la condition que ce petit ciné-club soit institutionnalisé, puisque la Cinémathèque française ne peut effectuer d'échange de films qu'avec un organisme analogue.
Langlois a un impact important sur les réalisateurs français de la Nouvelle Vague pendant les années 1960, entre autres : François Truffaut, Jean-Luc Godard, Claude Chabrol et Alain Resnais. Certains de ces réalisateurs de film se sont eux-mêmes appelés « les enfants de la Cinémathèque ».
C'est en 1962 que Henri Langlois expose ses idées sur la conservation, la restauration et la philosophie qui l'anime dans une interview de Michel Mardore et Éric Rohmer dans les Cahiers du cinéma. Cette publication fera date dans l'histoire des cinémathèques.

### L'«affaire Langlois»

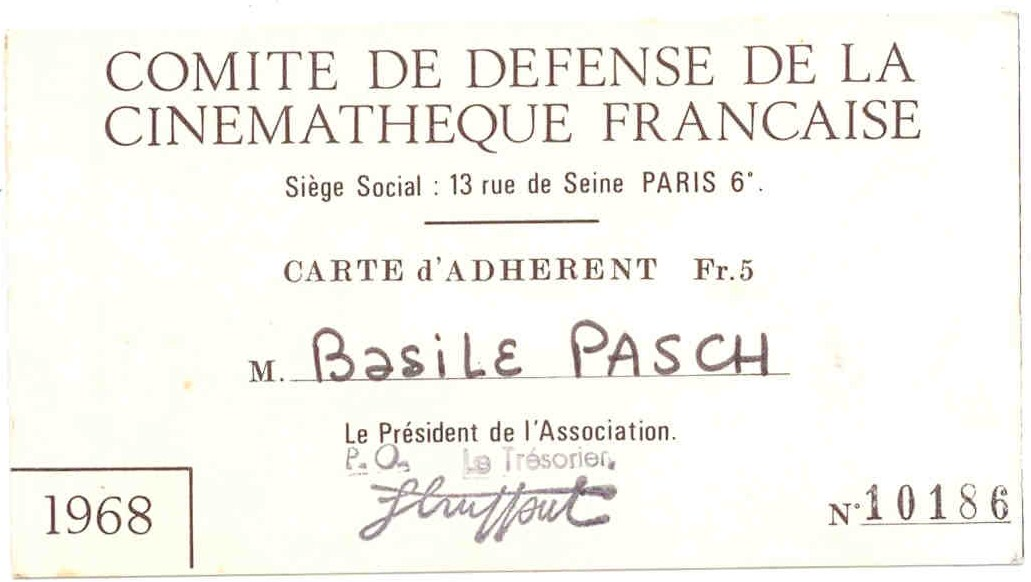
Carte de membre du Comité de défense de la Cinémathèque française créé au moment de l'« affaire Langlois ».

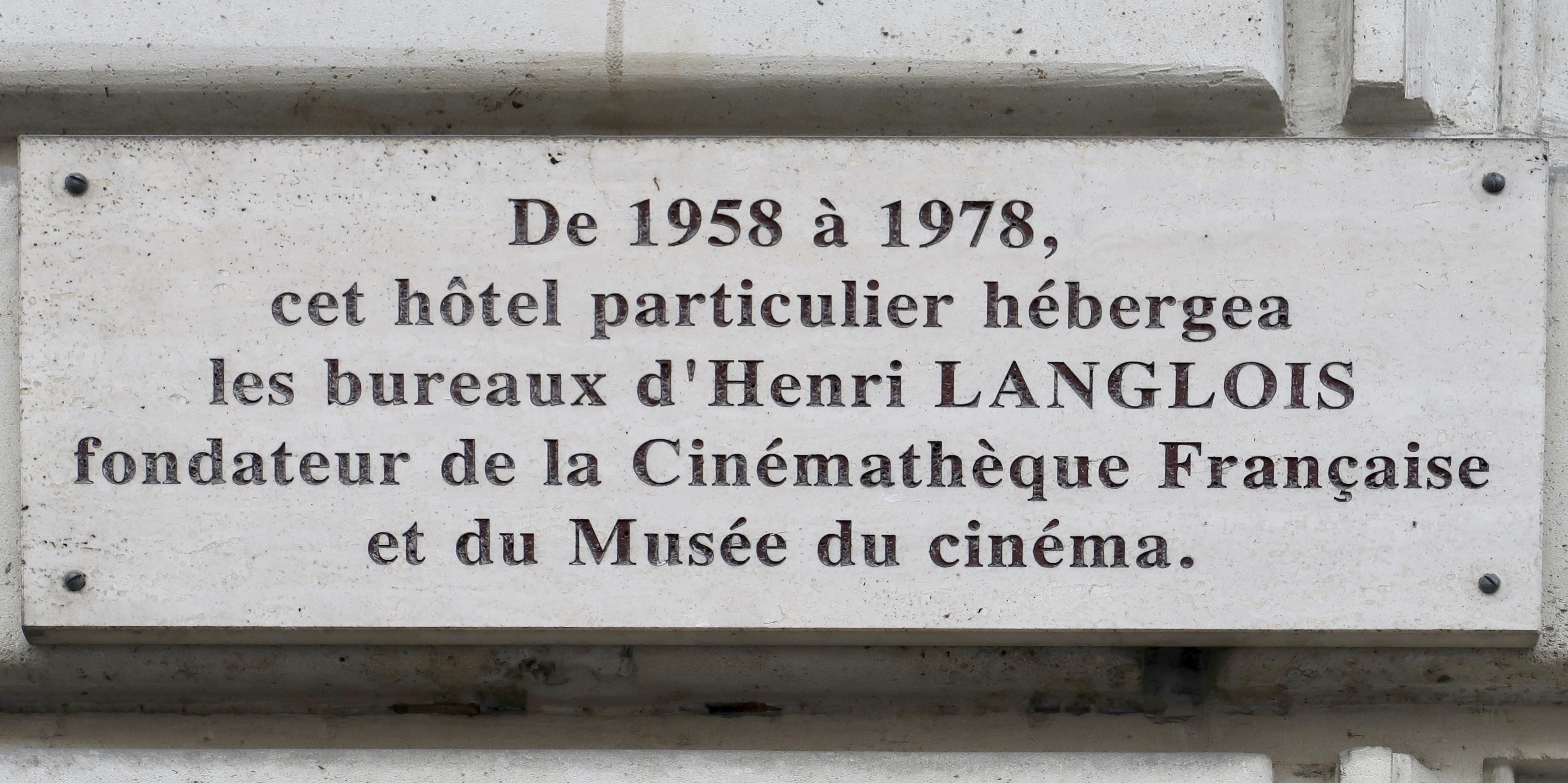
Plaque commémorative au no 82 rue de Courcelles (8e arrondissement de Paris).

En 1968, le ministre français de la Culture André Malraux qui, depuis 1958, a mis à la disposition de Langlois d'importants moyens financiers, décide de le priver de la direction administrative de la cinémathèque, tout en lui offrant la direction artistique. Au ministère de la Culture, on reproche à Langlois de négliger complètement l'administration, la comptabilité et la gestion, d'être incapable de donner les informations établissant le droit de propriété de la cinémathèque sur certaines bobines, et d'être si peu soucieux des conditions matérielles de conservation que des milliers de films se détériorent dans des blockhaus dont il refuse l'accès aux techniciens et à certains chercheurs. Langlois est finalement remplacé par Pierre Barbin, choisi et nommé par le ministère.
C'est le début de ce qu'on appellera l’« affaire Langlois ». Le limogeage du fondateur de la Cinémathèque française provoque une avalanche de protestations dans le milieu du cinéma et au-delà, à l'étranger, avec la participation entre autres de Charles Chaplin, Stanley Kubrick, Orson Welles, Luis Buñuel, et, en France, avec François Truffaut, Jean-Pierre Léaud, Claude Jade, Alain Resnais, Jean-Luc Godard, Jean Marais, etc. Un très actif Comité de défense de la Cinémathèque française est créé le 16 février 1968 pour soutenir Langlois. Son trésorier est Truffaut, qui fait partie des fondateurs du comité, avec notamment Godard et Jacques Rivette. L'opposition politique au gouvernement s'émeut. Daniel Cohn-Bendit, alors encore inconnu, participe à une manifestation en faveur de Langlois, rue de Courcelles, où se trouve le siège de la Cinémathèque. Le 25 février 1968, à l'Assemblée nationale, François Mitterrand qualifie l'éviction de Langlois de choquante.
Malraux fait marche arrière et Langlois est réintégré dans ses fonctions le 22 avril 1968. Hostile aux soutiens de Langlois dans cette affaire, Raymond Borde estime que la gauche s'est reniée à cette occasion, en défendant « le droit d'un individu sur un patrimoine qui appartient à la Nation »,.

### Dernières années

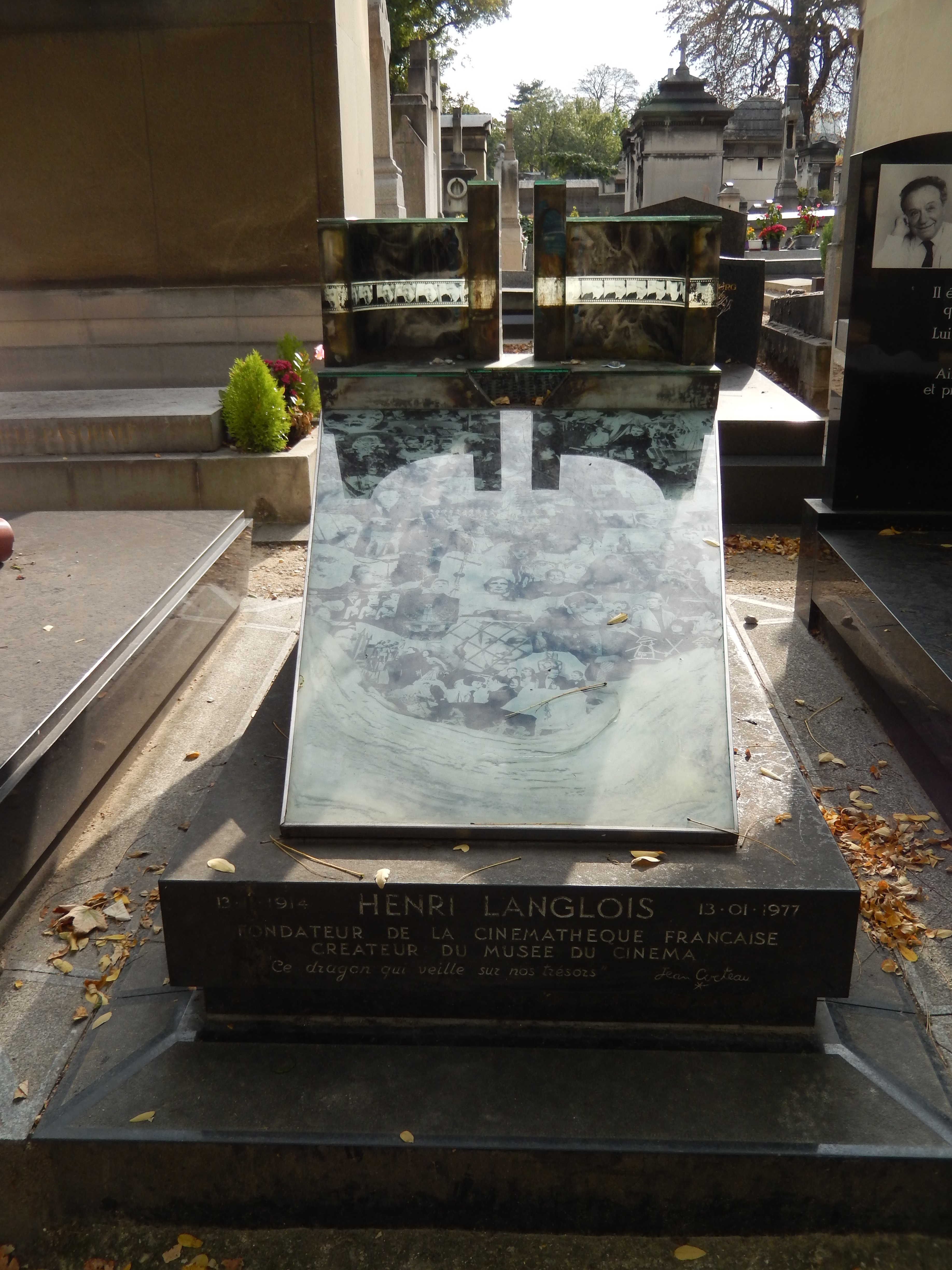
Tombe de Henri Langlois au cimetière du Montparnasse (division 6).

Il fonde le Musée du cinéma qui ouvre le 14 juin 1972 au palais de Chaillot.
Le 2 avril 1974, Langlois reçoit un Oscar pour l'ensemble de son travail consacré à la réalisation de la Cinémathèque.
En 1977, il lance à Tours un Festival international des écoles de cinéma.
Jusqu'à sa mort à Paris le 13 janvier 1977, Langlois s'efforce d'étendre le principe d'une cinémathèque à d'autres pays, tels que les États-Unis.
Il est inhumé en bordure de la 6e division du cimetière du Montparnasse, à Paris.

### Vie privée
Souhaitant organiser une exposition sur le décorateur Lazare Meerson il rencontra la veuve de ce dernier, en 1938, Mary Meerson. De 12 ans son aînée, elle devint sa compagne de vie (malgré le fait que Henri Langlois était homosexuel) mais surtout l'une de ses plus efficaces collaboratrices.

## Postérité

### Rencontres Henri Langlois
Le Festival international des écoles de cinéma, que Langlois a initié à Tours quelques semaines avant sa mort, a été baptisé en son honneur Rencontres Henri Langlois. Ce festival se tient à présent, et depuis 1990, à Poitiers.

### Prix Henri-Langlois
En 2005, à l'initiative de Jean-Louis Langlois (son neveu) et de Frédéric Vidal, sont créées les Rencontres internationales du cinéma de patrimoine au cours desquelles sont décernés les prix Henri-Langlois (à partir de 2006). Ces deux manifestations sont parrainées par un comité d'honneur présidé par Claudia Cardinale. Leur objectif est d’interpeller cinéphiles, élèves et étudiants, professionnels du 7e art et pouvoirs publics, sur le devenir des œuvres cinématographiques.
Les Rencontres prennent en compte des travaux récents des organismes qui œuvrent à la conservation et à la restauration des films, l'actualité des comédiens et des réalisateurs (distingués dans la catégorie Coups de cœur sur le cinéma actuel) et la carrière des personnalités du cinéma relevant du cinéma d'auteurs et d’œuvres de patrimoine.

### Publications
- Musée du cinéma, catalogue conçu et réalisé par Glenn Myrent ; photographies de Jean-Pierre Jolly, Paris, éditions Cinémathèque française, 1984  (ISBN 2-900596-01-7)
- Trois cents ans de cinéma : écrits, textes réunis et présentés par Jean Narboni, Paris, Cahiers du cinéma / Cinémathèque française / Fondation européenne des métiers de l'image et du son, 1986  (ISBN 2-86642-045-4)
- Écrits de cinéma (1931–1977), textes réunis, présentés et annotés par Bernard Benoliel et Bernard Eisenschitz, Flammarion, 2014  (ISBN 9782081331211)
- Collectif, Le musée imaginaire d'Henri Langlois, Flammarion, 2014.

### Expositions
- En 2014, une exposition, « Le musée imaginaire d'Henri Langlois », est présentée à la Cinémathèque française[15].
- « Henri Langlois et la Cinémathèque française »[16] (exposition virtuelle sur le site de la Cinémathèque)

## Hommages

### Lieux

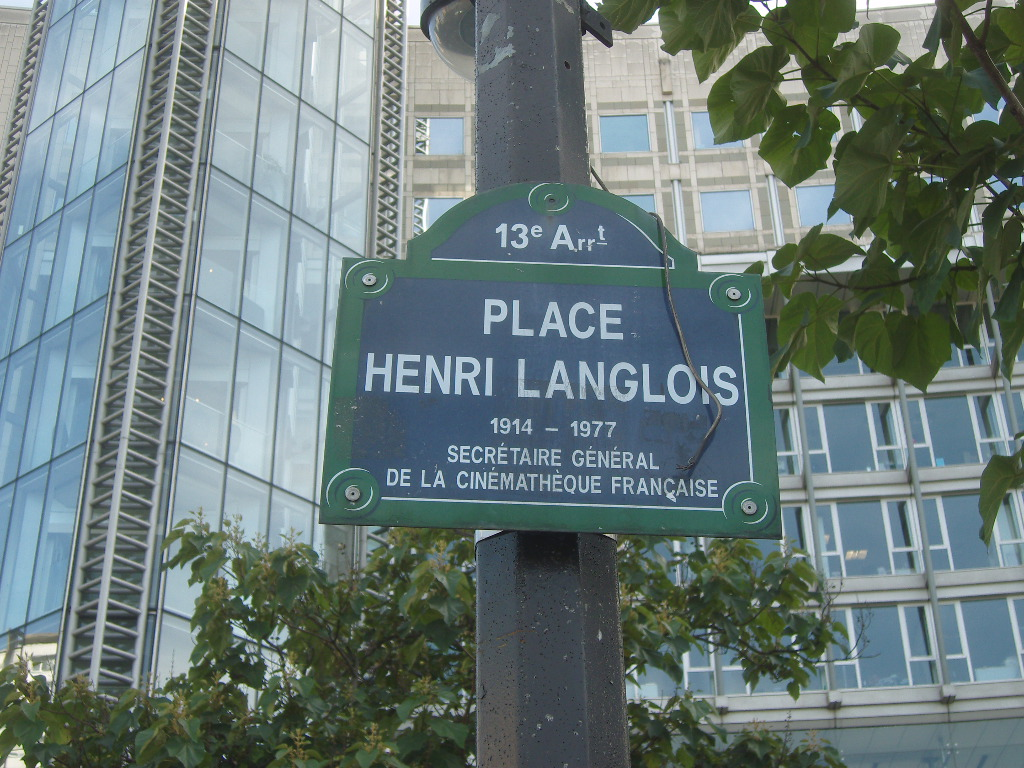
Plaque de rue de la place Henri-Langlois à Paris.

- À Paris, une place Henri-Langlois située dans le 13e arrondissement, est inaugurée en 1995.
- À La Ciotat, « berceau du cinéma », une esplanade porte le nom d’Henri Langlois. Une stèle rappelle son passage dans la cité des frères Lumière en 1968. En pleine « affaire Langlois », il était venu à La Ciotat retrouver l'un de ses plus fidèles soutiens, le comédien Michel Simon qui possédait une bastide dans les collines surplombant le Golfe d'amour. Une photo montre les deux hommes devisant, assis près du monument dédié aux frères Lumière.

### Au cinéma
- L’année de la mort d'Henri Langlois, le réalisateur allemand Wim Wenders lui dédie son film L'Ami américain, film qui contient un grand nombre de références à la préhistoire du cinéma.
- Une brève scène du film de Youssef Chahine La Mémoire (1982) rend hommage à Langlois : au festival international du film de Moscou en 1959, on le voit (interprété par un acteur) soutenir Chahine, alors que l’ambassade de France tente de faire interdire la projection de son film Djamila l'Algérienne.

### Documentaires
- 1970 : Henri Langlois, documentaire britannique sur son travail et sa vie, avec des entrevues de Ingrid Bergman, Lillian Gish, François Truffaut, Catherine Deneuve et Jeanne Moreau, entre autres.
- 1995 : Citizen Langlois, documentaire réalisé par Edgardo Cozarinsky
- 2004 : Le Fantôme d'Henri Langlois / Henri Langlois: The Phantom of the Cinematheque, documentaire de Jacques Richard, 3 h 30 (sur Rotten Tomatoes) Réalisé par son dernier assistant, le film retrace l'épopée de la Cinémathèque française depuis sa création en 1936 jusqu'à la mort de Langlois en 1977.

### Radio
- Jean-Pierre Pagliano, « Profils perdus : Henri Langlois », France Culture (3 et 10 décembre 1987) Avec la participation de Marie Epstein, Renée Lichtig, Françoise Jaubert, Nelly Kaplan, Henri Colpi, Jean Dréville, Jean-Charles Tacchella, Jean Douchet, Bernard Martinand. Voix d'Henri Langlois et de Georges Franju. Textes d'Henri Langlois et de François Truffaut lus par Jean-Pierre Léaud.